# Külsővat
Külsővat è un comune dell'Ungheria di 866 abitanti (dati 2001). È situato nella contea di Veszprém.